# Ina Lehmann
Ina Lehmann (* 5. Februar 1990 in Coesfeld als Ina Mester) ist eine ehemalige deutsche Fußballspielerin, die  zuletzt beim Bundesligisten SGS Essen unter Vertrag stand.

## Werdegang

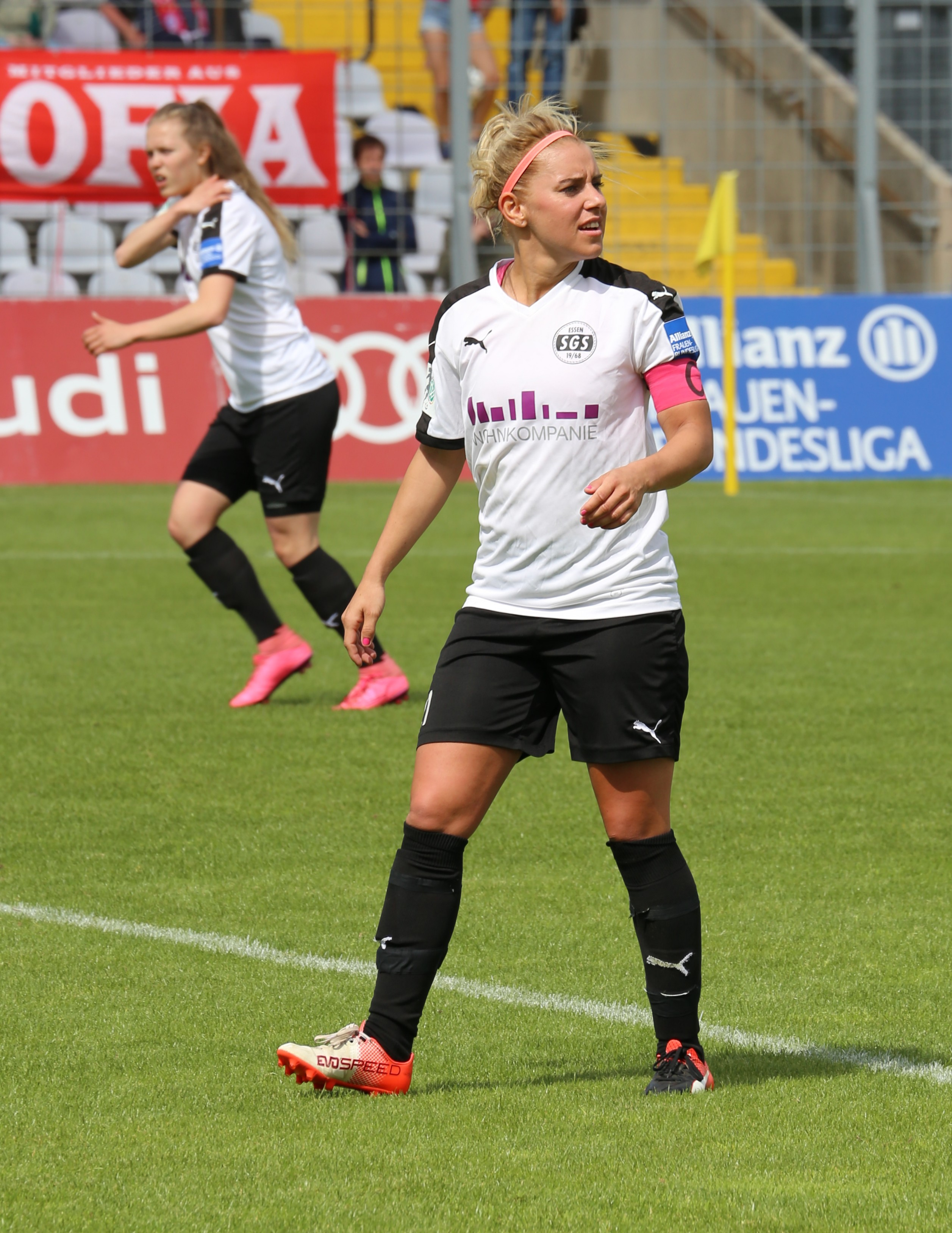
Beim Frauen-Bundesliga-Spiel FC Bayern München gegen SGS Essen am 21. Mai 2017

Lehmann begann ihre Karriere bei Westfalia Osterwick und wechselte im Sommer 2006 zum damaligen Bundesligisten FFC Heike Rheine. Für Rheine feierte sie, noch als B-Jugendliche, am 10. September 2006 (1. Spieltag) ihr Debüt in der Bundesliga, als sie beim 6:2-Erfolg gegen Brauweiler Pulheim in der 83. Minute für Bianca Lity in die Partie kam. Nach dem Abstieg Rheines schloss sich Lehmann dem Regionalligisten DJK Eintracht Coesfeld an, für den sie in den folgenden zwei Spielzeiten insgesamt elfmal zum Einsatz kam und dabei sieben Treffer erzielte. Im Sommer 2009 unterschrieb sie schließlich beim Bundesligisten SG Essen-Schönebeck. Der ursprünglich unterzeichnete Zweijahresvertrag wurde zwischenzeitlich bis 2015 verlängert. 2014 erreichte sie mit Essen das Finale im DFB-Pokal, unterlag dort jedoch dem 1. FFC Frankfurt mit 0:3.
Die Defensivspezialistin bestritt am 24. Mai 2012 mit dem Testspiel der U-23-Nationalmannschaft gegen die Auswahl Schwedens ihre erste und einzige Partie für eine Nachwuchsauswahl des Deutschen Fußball-Bundes.

## Privates
Ina Lehmann ist die ältere Schwester von Lynn Mester, die ebenfalls Fußballspielerin war und zuletzt für Bayer 04 Leverkusen spielte. Am 1. August 2014 heiratete sie ihren langjährigen Freund und nahm dessen Nachnamen an.

## Erfolge
- DFB-Pokal-Finale 2014 (mit der SGS Essen)